# Saucats

Saucats este o comună în departamentul Gironde din sud-vestul Franței. În 2009 avea o populație de 2.083 de locuitori.

## Evoluția populației
| An        | 1975 | 1982  | 1990  | 1999  | 2006  | 2009  |
| --------- | ---- | ----- | ----- | ----- | ----- | ----- |
| Populație | 709  | 1.054 | 1.514 | 1.655 | 1.974 | 2.083 |